# Moreletkrokodil
Moreletkrokodil eller Mexikansk krokodil (Crocodylus moreletii) är en relativt liten art i familjen krokodiler som lever i anknytning till sötvatten i Mexiko, Belize och Guatemala. Den når som vuxen i genomsnitt en längd på 4,3 meter.
Utbredningsområdet är uppskattningsvis 400 000 km² stort. Individerna lever i floder, insjöar, diken, träskmarker och i områden med bräckt vatten. Honor lägger 20 till 50 ägg under den torra perioden som förvaras i en jordhög. Ungarna kläcks under augusti och september.
Moreletkrokodil jagades intensiv fram till 1950-talet. Sedan blev jakten förbjuden men några exemplar dödas illegalt. Äggen kan skadas av kemikalier som hamnar i vattnet. Hela populationen anses vara stabil. IUCN listar arten som livskraftig (LC).